# Gryllinae
De Gryllinae vormen een onderfamilie van rechtvleugelige insecten die behoort tot familie krekels (Gryllidae).

## Taxonomie
- Tribus Gryllini
- Tribus Modicogryllini
- Tribus Sciobiini
- Niet toegewezen - een dertigtal geslachten is niet ingedeeld bij bovenstaande groepen.